# Roberto Savio

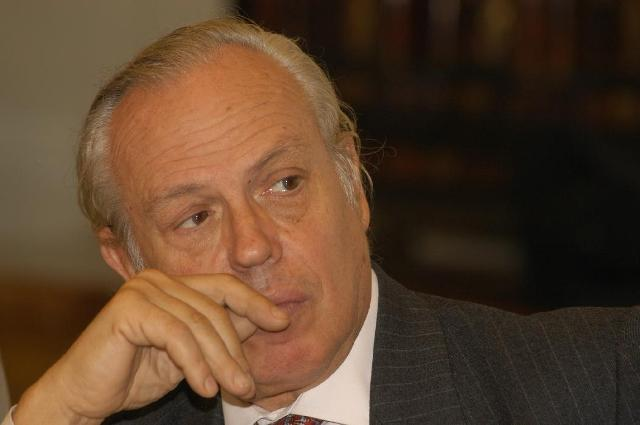
Roberto Savio.

Roberto Savio (nacido en Roma, Italia, también posee nacionalidad argentina), es un periodista, experto en comunicaciones, analista político, activista por la justicia social y el clima y defensor de la gobernanza global. Ha desarrollado gran parte de su carrera en Inter Press Service (IPS), la agencia de noticias que fundó en 1964 junto con el periodista argentino Pablo Piacentini. 
Roberto Savio ha puesto en marcha numerosos proyectos de información y comunicación, siempre con el enfoque puesto en el mundo en desarrollo: Inter Press Service (IPS) la agencia de noticias, el pionero sistema tecnológico piloto de la Información, TIPS, la red de sistemas nacionales de información para América Latina y el Caribe, ASIN, la de América Latina servicios informativos nacionales, ALASEI, el Servicio Informativo de la Mujer y, ahora, Other News, son algunas de sus creaciones.

## Primeras actividades
Nacido en Roma y nacionalizado argentino, Roberto Savio estudió Ciencias Económicas en la Universidad de Parma, Italia, y siguió sus cursos de postgrado en Desarrollos Económicos con Gunnar Myrdal, así como estudios de Historia del Arte y Derecho Internacional en Roma. Comenzó su carrera profesional como asistente de investigación en la Cátedra de Derecho Internacional en la Universidad de Parma. 
Fue un cuadro dirigente de la Asociación Nacional de Estudiantes Italianos y de las Juventudes de la Democracia Cristiana (DC) italiana, en la que era responsable de las relaciones del Partido DC italiano con los países en desarrollo. Este desempeño le llevó a ser designado jefe de prensa internacional del primer ministro Italiano Aldo Moro. Tras el golpe de Estado en Chile de 1973, Roberto Savio dejó la política italiana para dedicarse al periodismo.

## Inicios de la carrera periodística
Su carrera en los médios de comunicación comenzó en el diario italiano Il Popolo y prosiguió como Director del Servicio de Noticias para América Latina en la RAI (Radio Televisión Nacional Italiana). Después del golpe de Estado en Chile, en 1973, Savio abandonó la política italiana con el propósito de centrarse en proyectos periodísticos.

## Inter Press Service
A lo largo de sus años de estudiante, Roberto Savio había de cultivar un interés en analizar y explicar la enorme brecha informativa y de comunicación que existía entre el Norte y el Sur del mundo, particularmente en América Latina. Junto al periodista argentino Pablo Piacentini, decidió crear una agencia de prensa que permitiría los exiliados latinoamericanos en Europa escribir sobre sus países para un público europeo. Esa agencia, que era conocido en los primeros días como Roman Press Service, fue la semilla de lo que se convertiría en la agencia de noticias Inter Press Service (IPS),  que se fundó formalmente en 1964 en una reunión en Eichholz, un pequeño pueblo cerca de Bonn, en Alemania, en un centro de conferencias de la Fundación Konrad Adenauer.
Desde el principio, se decidió que IPS sería una cooperativa de periodistas y expertos en comunicación global para el desarrollo, sin fines de lucro y sus estatutos estipulaban que dos tercios de los miembros deberían provenir del Sur del mundo. Roberto Savio determinó la misión específica a IPS: "dar voz a los sin voz",  actuando como un canal de comunicación que privilegia a las voces y las preocupaciones de los más pobres y crea un clima de comprensión, responsabilidad y participación en torno al desarrollo, la promoción de un nuevo orden en la información internacional entre el Sur y el Norte.
La agencia creció rápidamente durante los años 1970 y 1980 hasta que los dramáticos acontecimientos de 1989 a 1991 - la caída del Muro de Berlín y el colapso de la Unión Soviética - definieron nuevas metas y definiciones: IPS fue el primer medio de comunicación que se identificó como "global " y en definir el nuevo concepto de "globalización neoliberal" como un fenómeno que empuja al distanciamiento de los países en desarrollo de la riqueza, el comercio y la formulación de políticas.
IPS ofrece servicios de comunicación para mejorar la cooperación Sur-Sur y el intercambio Sur-Norte y ejecuta proyectos con socios internacionales dirigidos a abrir canales de comunicación en y para todos los sectores sociales. IPS ha sido reconocida por la Organización de Naciones Unidas como ONG de carácter consultivo (categoría I) en la Comisión Económica de las Naciones Unidas y en su Consejo Económico y Social (ECOSOC).
Con el fortalecimiento del proceso de globalización, IPS se ha dedicado a los problemas mundiales y se ha convertido en la agencia de prensa de la sociedad civil global: más de 30.000 organizaciones no gubernamentales están suscritas a sus servicios y varios millones de lectores utilizan sus servicios en línea. 
Bajo Roberto Savio, en la década de 1990 IPS ganó nueve veces el premio "servicio de noticias con mayor conciencia" del Instituto de Población con sede en Washington, superando a los principales servicios de cable año tras año. En 1997, IPS ganó el premio para el periodismo AH Boerma de la FAO por su "contribución significativa a la cobertura de la agricultura sostenible y el desarrollo rural en más de 100 países, llenando el vacío de información entre los países desarrollados y en desarrollo, centrándose en temas como la vida rural, la migración, los refugiados y la difícil situación de las mujeres y los niños".
Por iniciativa de Roberto Savio, en 1985 IPS estableció el Premio Internacional de Periodismo para honrar a destacados periodistas cuyos esfuerzos, y con frecuencia vidas, han contribuido significativamente a la denuncia de violaciones de los derechos humanos y a la promoción de la democracia, más a menudo en los países en desarrollo. 
En 1991, el alcance de la distinción se amplió para reflejar los grandes cambios que han tenido lugar en el mundo después de la histórica desintegración de la Unión Soviética y el fin de la Guerra Fría. El Premio, cambió el nombre al de Premio al Logro Internacional, dado en reconocimiento a la labor de personas y organizaciones que "siguen luchando por la justicia social y política en el nuevo orden mundial".
Savio fue director general de IPS hasta 1999, es ahora presidente emérito de IPS y Presidente del Consejo Internacional de Fideicomisarios, que incluye también a personalidades como el exsecretario general de la ONU Boutros Ghali, el expresidente de Portugal Mario Soares, el ex director general de la UNESCO Federico Mayor Zaragoza, el expresidente de Finlandia y Premio NNobel de la Paz Martti Ahtisaari, el expresidente de Costa Rica y Premio Nobel de la Paz Óscar Arias y el ex primer ministro japonés Toshiki Kaifu.

## Iniciativas de comunicación
Experto de renombre internacional en temas de comunicación, Roberto Savio ha contribuido a poner en marcha numerosos proyectos de comunicación e información, siempre con un énfasis en el mundo en desarrollo.
Desde 1973, Savio trabajó como consultor en temas de información y comunicación para muchos países en desarrollo. Fue el fundador y director general del Sistema Piloto de Información Tecnológica, TIPS, un proyecto de la ONU para poner en práctica y fomentar la cooperación tecnológica y económica entre los países en desarrollo y creó WINNER, un proyecto de formación de TIPS destinado a formar mujeres empresarias, de pequeño y mediano nivel, en los países en desarrollo. Las actividades de TIPS son actualmente desarrolladas por un organismo de ejecución, la Asociación DEVNET Internacional, reconocida por la Organización de Naciones Unidas como ONG de carácter consultivo (categoría I) por la Comisión Económica de las Naciones Unidas y Consejo Económico y Social (ECOSOC). En la actualidad, Roberto Savio es Asesor Emérito de la International DEVNET Asociation.
Savio ha sido también instrumento esencial en la creación de Servicio de la Mujer. WFS, inicialmente un servicio de IPS, que se transformó en una ONG independiente, con sede en Nueva Delhi. También ha creado los intercambios entre los servicios regionales de información, como por ejemplo entre ALASEI y la Organización de Agencias de Noticias de Asia OANA y entre la Agencia de Noticias Panafricana PANA y la Federación de Agencias de Noticias Árabes FANA.
Roberto Savio fue Alto Comisionado de Bahamas en la Exposición Internacional de Génova de 1992, conmemorando los 500 años del primer viaje de Cristóbal Colón. El Gobierno de Bahamas fue invitado de honor de la Exposición, habiendo desembarcado el navegante genovés por primera vez en las Américas en la isla de San Salvador (Guanahani) el 12 de octubre de 1492. 
Savio ha participado activamente, también a nivel técnico, en la resolución de problemas de comunicación internacionales, introduciendo, por ejemplo, el Boletín de Tarifas de Servicios de Prensa para el Desarrollo en la Comisión Internacional que la UNESCO creó para el Estudio de los Problemas de la Comunicación (Informe MacBride).
También Roberto Savio ha trabajado en el campo de la información y la comunicación en estrecha colaboración con una variedad de organizaciones internacionales, como el PNUD, PNUMA, UNFPA, UNESCO, UNICEF y el UNITAR.

## Afiliaciones
De 1999 a 2003, Roberto Savio fue miembro del directorio del Centro de Formación para la Integración Regional, con sede en Montevideo, Uruguay.
Después de varios años como miembro del Consejo de Administración de la Sociedad Internacional para el Desarrollo  (SID), la más antigua organización de la sociedad civil internacional para las cuestiones del desarrollo, fue elegido Secretario General durante tres legislaturas. En la actualidad la organización le reconoce como Secretario General Emérito.
Fundó y fue Presidente de la hoy desaparecida Alma Mater Indoamericana, una ONG argentina para la promoción de la educación de niños en las zonas pobres del país que sufren de la descomposición social. 
Ha formado parte del Comité Internacional del Foro Social Mundial desde su creación en 2001, y fue elegido como Coordinador de "Medios de comunicación, Cultura y contra-hegemonía", área temática en el FSM de 2003.
Es cofundador de Media Watch International, con sede en París, de la que es Secretario General. Como una iniciativa personal, fundó un servicio de información en línea en 2002, Othernews, que distribuye sin costo, vía correo electrónico, análisis diarios de los asuntos internacionales, en particular de temas de gobernanza global y multilateralismo, a varios miles de los responsables políticos y líderes de la sociedad civil.
Hasta el año 2009 fue Presidente del Consejo de Administración de la Alianza para la Nueva Humanidad, (ANH), una fundación internacional creada en Puerto Rico, que desde 2001 ha estado promoviendo la cultura de paz. Por su Consejo Asesor han pasado Deepak Chopra, el juez español Baltasar Garzón, Óscar Arias y Betty Williams, ambos premios Nobel de la Paz o filántropos de la talla de Ray Chambers, Levis Salomon o Howard Rosenfeld. En este momento es miembro de la Junta de Directores.
Es Director Adjunto del Consejo Científico del Foro de la Nueva Política (anteriormente Foro Mundial de Política), fundado por Mijaíl Gorbachov, con sede en Luxemburgo,  destinado a proporcionar un espacio de reflexión y nuevas ideas sobre la actual situación internacional por parte de dirigentes mundiales influyentes.
Roberto Savio es responsable de las relaciones internacionales del Centro Europeo para la Paz y el Desarrollo, con sede en Belgrado, cuya misión es contribuir a la paz y al desarrollo en Europa y a la cooperación internacional en la transferencia de conocimiento a partir de la premisa de que el desarrollo en condiciones de paz, sólo es posible cuando se concibe como desarrollo humano.
Preside la Accademia Panisperna, un espacio de encuentro cultural en el centro de Roma, y desde 2010 es Presidente de la Fundación Arcoíris TV, radicada en Módena, Italia. Se trata de una televisión en línea que tiene la mayor colección del mundo de vídeos de acontecimientos políticos y culturales (más de 70.000 horas de producción gratuita en línea)
En 2016, Roberto Savio empezó a contribuir mensualmente a la revista Wall Street International con una columna económica y política.

## Other News
En 2008, Roberto Savio lanzó el servicio en línea Other News con el propósito de proporcionar "información que el mercado elimina".  Other News publica informes que ya han aparecido en medios especializados, pero no en los medios de circulación masiva, además de opiniones y análisis de los centros de investigación, universidades y grupos de reflexión,  material con el que se pretende ofrecer a los lectores acceso a las noticias y a la opinión que no van a encontrar en sus periódicos locales, pero que puede ser que desee leer "como ciudadano que se preocupa por un mundo libre de los efectos perniciosos de la globalización actual".
Other News también distribuye a varios miles de responsables políticos y líderes de la sociedad civil, tanto en inglés y español, análisis diarios sobre temas internacionales, en particular acerca de gobernanza global y el multilateralismo.

## Reconocimientos y premios
En 1970 Roberto Savio recibió el Premio Saint-Vincent de Periodismo, el reconocimiento de este género más prestigioso de Italia, por una serie de cinco capítulos sobre América Latina que fue calificado de  "el mejor programa de televisión".
Fue galardonado con el Premio de la Paz de Hiroshima en 2013 por su "contribución a la construcción de un siglo de paz, dando `voz a los sin voz` durante casi cinco décadas a través de Inter Press Service ". El premio fue establecido por la Soka Gakkai, una organización budista laica con sede en Tokio.
Ha sido galardonado con el premio Memorial Joan Gomis (Cataluña) de periodismo solidario en 2013.
En octubre de 2016, en ocasión del Festival de Cine Latinoamericano de Trieste, en Italia, Roberto Savio recibió el prestigioso premio "Salvador Allende", creado para celebrar los valores de la cultura, el arte y la política, resaltando la sensibilidad de artistas y humanistas sobre la condición social de América Latina y su esfuerzo, mostrado a través de su obra y de sus acciones, para salvaguardar la memoria y la historia de los pueblos latinoamericanos.
En 2019 recibió de manos de la presidenta de Chile, Michelle Bachelet, el diploma especial por su papel solidario durante la dictadura militar chilena.
Fue nombrado por el presidente de la República Mattarella, uno de los doce Caballeros de la Orden del Mérito de la República Italiana para 2021. También se licenció en Ciencias Políticas con honores en la Universidad de la Paz de las Naciones Unidas en 2021.

## Actividades de asesoría
Roberto Savio ha desempeñado el cargo de asesor de Estrategias y Comunicación del director general de la Organización Internacional del Trabajo (OIT), Juan Somavía, de 1999 a 2003. También se desempeñó como consultor de comunicación interna de Catherine Bertini, mientras era directora ejecutiva del Programa Mundial de Alimentos (PMA), en el año 2000.

## Películas y publicaciones
En 1972, Roberto Savio produjo un documental de tres partes sobre el Che Guevara titulado 'Che Guevara - Inchiesta su un mito’ (Che Guevara - Investigación sobre un mito), y también ha producido otras cinco películas, dos de las cuales fueron presentadas en los festivales de cine de Venecia y de Cannes.
Roberto Savio ha publicado varios libros, entre ellos Verbo América junto a Alberto Luna (1990), que trata de la identidad cultural de América Latina, y  Los periodistas que voltearon el mundo, voces de otra información (2012). "Los periodistas que voltearon el mundo" ha sido publicado en tres idiomas (Inglés, italiano y español), es una colección de relatos de más de 100 periodistas de IPS y actores globales claves, incluyendo laureados con el Premio Nobel de la Paz, que han apoyado la agencia. Examina la información y la comunicación como elementos clave en los cambios en el período posterior a la Segunda Guerra Mundial y el mundo de la posguerra fría. Proporciona una visión de los ideales de muchos de los que trabajaban para la agencia, así como el gran aprecio por IPS de muchas figuras prominentes de la comunidad internacional..
En octubre de 2016 Roberto Savio presenta la primera publicación de Other News, el libro : “Remembering Jim Grant: Champion for Children”, una publicación electrónica dedicada a Jim Grant, director ejecutivo de UNICEF de 1980 a 1995, quien salvó a 25 millones de niños.

## Actividades actuales
En la actualidad Roberto Savio está llevando a cabo una campaña para la gobernanza de una globalización sostenible, la justicia social y climática, que lo lleva a dictar conferencias en diversos lugares del mundo y a producir un flujo continuo de artículos y ensayos en esta línea de acción.
Director de Relaciones Internacionales del Centro Europeo para la Paz y el Desarrollo, establecido en Belgrado por la Asamblea General de Naciones Unidas en el 1986.
Miembro del Comité Directivo de la Fondazione Italiani, establecida en Roma, que publica una revista semanal en línea y organiza conferencias sobre tema globales.
Vicedirector del Comité Científico del New Policy Forum (ex Word Political Forum), establecido por Gorbachov
Miembro del The Maurice Strong Sustainability Award Selection Panel , establecido por el Global Sustainability Forum.

## Artículos y entrevistas en la web
- El periodismo en la era de la información globalizada, según Roberto Savio
- Roberto Savio: Cebrián me confesó que él ya no era el progresista que yo conocí
- Gobernabilidad mundial y valores comunes: el debate ineludible Archivado el 4 de marzo de 2016 en Wayback Machine.
- Algunos artículos recientes enlazados desde su web personal
- La comunicación es el enlace entre participación y democracia (enlace roto disponible en Internet Archive; véase el historial, la primera versión y la última).
- Urge aprovechar esta década de izquierda (enlace roto disponible en Internet Archive; véase el historial, la primera versión y la última).
- Nuevas alianzas para la economía social Archivado el 25 de mayo de 2006 en Wayback Machine.
- Vídeo. Moderando el Panel "Quijotes hoy: utopía y política" en Porto Alegre 2005 - (Saramago - Galeano - Ramonet - Mayor - Dulci - Malvar - Savio)
- La juventud árabe no cree en la democracia
- Entrevista para la FAO
- El Foro Social Mundial después de cinco años
- Medios: Nueva Era
- VIDEO: Roberto Savio - Comunicación y cambio social en un mundo convulsivo - 25 de julio de 2011, Santander, España, En el marco de los Cursos de Verano de la UIMP (Universidad Internacional Menéndez Pelayo), organizada por IPS y AECID (Agencia Española de Cooperación Internacional)